# Le Procès de Bobigny (téléfilm)

Le Procès de Bobigny est un film de procès français sur un procès historique de l'avortement en France. Il a été réalisé par François Luciani pour une diffusion le 29 mars 2006 sur TSR 1 et RTL-TVi, le 3 avril 2006 sur France 2 et le 27 mai 2009 sur Télé-Québec.

## Synopsis
En 1972 à Bobigny, Léa, une jeune fille mineure, est enceinte à la suite d'un viol. Sa mère Martine l'aide à avorter. Les deux femmes sont dénoncées et doivent passer en jugement. La mère découvre dans une bibliothèque le nom d'une avocate, Gisèle Halimi, et lui demande de les défendre, sa fille et elle. Le procès devient une tribune politique pour dénoncer le statut de l'avortement en France et l'injustice de la condition féminine.

## Fiche technique
- Titre : Le procès de Bobigny
- Réalisation : François Luciani
- Auteurs : Christiane Spiero, Catherine Moinot
- Dialogues : Anne Giafferi
- Image : Jonny Semeco
- Son : Philippe Lecocq
- Montage : Nicolas Barachin
- Musique : Jean-Marie Sénia
- Production : Bénédicte Lesage et Ariel Askénazi (Mascaret Films), Francis Garret (Danaos, société de production)
- Pays d'origine : France
- Format : 16 mm / Betacam Digital. Couleur
- Durée : 88 minutes

## Distribution
- Anouk Grinberg : Gisèle Halimi
- Sandrine Bonnaire : Martine
- Juliette Lamboley : Léa
- Michel Favory : le procureur de la République
- Erick Desmarestz : professeur Paul Milliez
- Alain Rimoux : le bâtonnier
- Tom Novembre : Gilbert
- Marie Bunel : Marguerite
- Nathalie Besançon : Colette
- Marie Moureaux
- Charlie Quatrefages
- Sophie Le Tellier : Sylviane
- Matthieu Tribes

## Commentaire
Ce téléfilm reprend l'affaire réelle du procès de Bobigny, et si le nom des deux protagonistes, mère et fille, est modifié, Gisèle Halimi, interprétée par Anouk Grinberg, est représentée sous son vrai nom. La comédienne prononce la plaidoirie réelle de l'avocate en 1972.